# Pocheon
Pocheon (포천) este un oraș din provincia Gyeonggi-do, Coreea de Sud.

## Diviziuni administrative
- Changsu-myeon
- Gasan-myeon
- Gwanin-myeon
- Hwahyeon-myeon
- Ildong-myeon
- Sinbuk-myeon
- Yeongbuk-myeon
- Yeongjong-myeon
- Soheul-eup
- Jajak-dong
- Sineup-dong
- Seondan-dong